# Somatogyrus georgianus
Somatogyrus georgianus är en snäckart som beskrevs av Walker 1904. Somatogyrus georgianus ingår i släktet Somatogyrus och familjen tusensnäckor. Inga underarter finns listade i Catalogue of Life.